# Marcellois
Marcellois é uma comuna francesa na região administrativa da Borgonha-Franco-Condado, no departamento de Côte-d'Or. Estende-se por uma área de 3,83 km². Em 2010 a comuna tinha 48 habitantes (densidade: 12,5 hab./km²).